# دونالد انتریم
دونالد انتریم (انگلیسی: Donald Antrim؛ زادهٔ ۱۹۵۸) یک نویسنده، پدیدآور، و رمان‌نویس اهل ایالات متحده آمریکا است.
وی همچنین برنده جوایزی همچون کمک هزینه گوگنهایم شده است.